# Avital Dicker

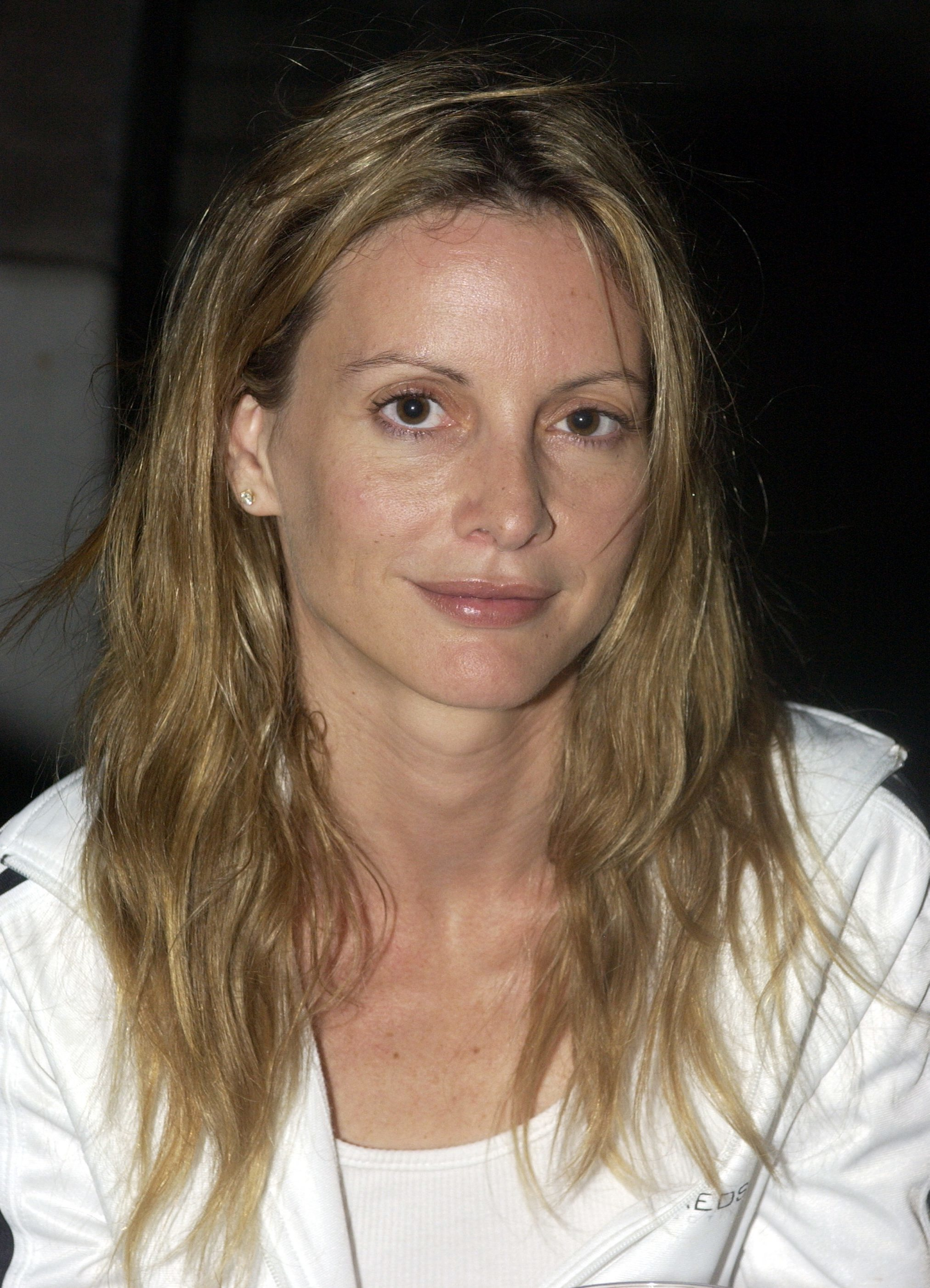
Avital Dicker

Avital Dicker (hebräisch אביטל דיקר; * 29. November 1964) ist eine israelische Filmschauspielerin.
Dicker wurde für ihre Verkörperung der Ricky im Film Life According to Agfa – Nachtaufnahmen mit dem Ophir Award 1992 der Israelischen Filmakademie in der Kategorie Beste Nebendarstellerin ausgezeichnet. Auf dem Plakat zu diesem Film ist sie zusammen mit Sharon Alexander in der Rolle des Offiziers Nimi zu sehen, wie er sie in einem Pub sexuell belästigt.

## Filmografie (Auswahl)
- 1988: Aviyas Sommer (Ha-Kayitz Shel Aviya)
- 1992: Life According to Agfa – Nachtaufnahmen (Ha-Chayim Al-Pi Agfa)
- 1993: Rivalen des Glücks – The Contenders (The Contenders)
- 1994: Die Nacht des Killers (Night of the Archer)
- 1994: Das Lied der Sirene (Shirat Ha'Sirena)
- 1996: Marco Polo: Das geheime Abenteuer (Marco Polo: Haperek Ha'aharon)
- 2002: Crime and Punishment
- 2005: Janem Janem